# Software Quality Assurance Plan
Die Norm IEEE 730 für den Software Quality Assurance Plan (SQAP) beschreibt den Aufbau eines Qualitätssicherungs-Plans.
In einem SQAP werden die Entwicklungs-, Test- und Schulungsabläufe innerhalb eines Software-Projektes oder allgemein gültige Richtlinien einer Firma beschrieben.